# La Musica (pièce de théâtre)
Pour les articles homonymes, voir La Musica (homonymie).
La Musica est une pièce de théâtre de Marguerite Duras créée le 8 octobre 1965 au Studio des Champs-Elysées et adaptée au cinéma en 1967, sous le même titre, La Musica. 
Vingt ans après la publication de La Musica, l’auteure mène la pièce jusqu’à son achèvement dans La Musica deuxième.

## Synopsis
Au début de la deuxième moitié du XXe siècle, un couple se retrouve dans un hôtel d'Evreux pour le prononcé du jugement de leur divorce. Ils ne se s'étaient pas revus depuis qu'ils étaient séparés, ils ne se sont pas parlés depuis plus longtemps encore.
Dans cet hôtel où ils avaient passé les premiers mois de leur mariage, ils cherchent à comprendre comment leur histoire s'est finie, comment elle a pu finir, si elle a vraiment commencé...
La distribution est restreinte: outre le couple, la gérante de l'hôtel et, de temps en temps, au téléphone, chacun parle à son nouveau conjoint...

## Distribution à la création
- mise en scène : Alain Astruc et Maurice Jacquemont
- Claire Deluca : Anne-Marie Roche
- René Erouk : Michel Nollet